# 所有 (言語学)
言語学における所有（しょゆう）とは、2つの対象物（または人）の間の非対称的な関係、あるいはその表現形式をいう。具体的には、一方の対象が他方の対象を手に持つ、所持する、支配・制御する、一部分として含む、属性として持つ、家族・親族として関係を持つなどの関係を表す。 

## 形式
所有構文は「AがBを持つ」「BがAに属す」「AにBがある」などの節表現と、「AのB」のような名詞句表現に分けられる。

### 所有の名詞句
名詞句表現には言語によって、「AのB」（所有格または属格、所有形容詞または所有接辞、あるいは助詞・前置詞でつなぐ）、「AB」、「Aの持つB」、「Aのもの」（Bを省略した所有代名詞）、また「A・彼のB」（His属格）といった様々な形式がある。
日本語では「ポケットにペンを持っている」「顔を洗った」など、自己の所有物に関しては、所有者「自分」は自明であるとして明示しない。しかし英語などでは "I have a pen in my pocket." "He washed his face." などと義務的 に明示する。世界の言語にはこのように所有者を義務的に表示するものも多い。

## 分類
所有の具体的な性格については様々に分類できるが、言語によってこれらを すべて同じ形式で表現したり、次のように区別したりする。

### 譲渡可能性
所有物が譲渡可能か不可能か（譲渡可能性、英: alienability）によって異なる所有表現を用いる言語がある。 譲渡可能 (alienable) とは、所有者が所有物を自分から離し別の誰かに移転しうることである。譲渡不可能な所有物には親族や身体部位が通常含まれ、その他言語によっては家畜、カヌー、マチェーテなどが譲渡不可能な所有物として扱われることもある (Payne 1997:105)。
たとえば "John's big nose"（ジョンの大きな鼻）は普通、譲渡不可能であって、多くの言語ではこの区別があるが、英語には特にない。英語で "I have my dad's big nose." という言い方がある（日本語にはこの言い方はない）が、これは「父の大きな鼻」という遺伝的性質のことをいっており、「私は父譲りで鼻が大きい」という意味になる。もしこれが譲渡可能であれば、「父の鼻を移植した」ことになる。
次のンジュカ語（スリナムのクレオール）の文においては、a wagi fu mi「私の車」が譲渡可能な所有であり、mi baala「私の兄」が譲渡不可能な所有の例である (Payne 1997:105)。
| a                                    | wagi | fu       | mi | de     | gi     | mi | baala. |
| 定性                                 | 車   | のための | 私 | である | 与える | 私 | 兄     |
| 「その私の車は私の兄のためのものだ」 |      |          |    |        |        |    |        |
ポリネシア諸語の所有は所有者と所有対象の関係に応じて分類され、o-クラスとa-クラス（それぞれ所有マーカーo、a[前置詞にもなる]で表す）と呼ぶ。所有代名詞もこれらに応じてo-クラス、a-クラスおよび中立クラスに分けられる。o-クラスの所有は所有者が所有を始めたり終えたりすることのできない（つまり譲渡不可能）関係に用いる。例えば、マオリ語聖書では Te Pukapuka a Heremaia（エレミヤ書：エレミヤが書いたといわれる本）と Te Pukapuka o Hōhua（ヨシュア記：他の人がヨシュアについて書いた本）を区別する（日本語ではどちらも「誰々の本」と言える）。

### 固有性
固有 (inherent) と非固有の所有物を区別する言語もある。本質的に誰かの所有物である物（親族、身体部位、装飾品など、譲渡不可能な所有物と重なる）をいう際には、その所有者も明示しなければならない。従って単なる「手」という表現はできず、「誰々の手」といわなければならない。
パプア諸語（Mangga Buang など）には、固有・非固有と譲渡可能・不可能を組み合わせて区別するものがある。
日本語の叙述表現で「している」という言い方（「青い目をしている」・「いい性格をしている」など）も、固有物に対してのみ用いられる。

### 所有可能性
マサイ語などでは所有可能物と不可能物を区別する。所有可能物には家畜、家族、お金などがあり、いっぽう景色、天気のほか、野生動物、土地なども所有不可能物としている。従って基本的には「私の土地」とは言えず、これは「私の"所有している"土地」という特殊な言い方で表す。

### 行為の具体性
日本語では単純に「AがBを所有する」意味には「AにBがある」ということが多く、動詞「持つ」は物を所持している場合に用いることが多い（有生性も関係する）。このように、抽象的な所有には動詞でなく被所有物を主語にした存在文を用いる言語も多く、例としてはロシア語、ハンガリー語、トルコ語などがある。

### 対象の有生性
所有される対象が活動体（あるいは生物）か不活動体（無生物）かによって、所有を表す動詞が異なる言語がある。グルジア語では
- Kompiuteri makvs（私はコンピュータを持っている）
- Dzaghli mqavs（私は犬を飼っている）

というふうに動詞が異なる。無生物でも「車」などは活動体として扱われる。
日本語では存在動詞に活動体（有情物）と不活動体（非情物）の区別があり、それぞれ「いる」と「ある」とで使い分けるため、よく似た区別が現れる。
- うちにはコンピュータがある。私にはお金がない。
- うちには犬がいる。私には子供がいない。

また、属性や感覚を「所有する」という形で表現する言語もある。例えば英語の"I have an ache."（私は痛い）、フランス語の"J'ai faim."（私は空腹だ）など。日本語では現在の感覚を表す場合に具体的所持の表現「持つ」は使いにくいが、存在文を使った所有表現は使えることがある（痛みがある、空腹感がある）。